# نمایه علوم انسانی بریتانیا
نمایهٔ علوم انسانی بریتانیا یا بی‌اچ‌آی (به انگلیسی: British Humanities Index) یک پایگاه داده منتشر شده توسط پروکوئست است که مجلات، مجلات و نشریه‌های منتشر شده در بریتانیا و سایر کشورهای انگلیسی زبان را نمایه می‌کند. راهنمای تحقیقات کتابخانه ای آکسفورد آن را به عنوان «منبع ویژه و خوب بریتانیایی» توصیف می‌کند، و بیان می‌کند که «عناوین خود را ابداع کرده است.»  بیش از ۴۰۰ نشریه را که از سال ۱۹۶۲ شروع می‌شوند پوشش می‌دهد. والفورد در سال ۱۹۸۵ اظهار داشت که «عنوان بی‌اچ‌آی چیز اشتباهی است، زیرا عناوین c375 نمایه شده آن شامل حدود ۶۸ نشریه علوم اجتماعی به اضافه عناوین استرالیایی، کانادایی و نیوزلندی است.» یک راهنمای برای پژوهشگران علمی توصیه می‌کند: «اجازه ندهید عنوان [بی‌اچ‌آی] شما را با استفاده از این نمایه منصرف کند؛ این فهرست ارجاعات بسیار خوبی به مقالات علمی عمومی دارد».